# Sniper: Ghost Warrior
Sniper: Ghost Warrior je stealth FPS videohra pro Xbox 360 a PC. Byla vydána 29. června 2010 pro Xbox 360 a 24. června 2010 pro PC přes Steam. Podle názvu hry je patrné, že hráč hraje za jednoho vojáka z týmů odstřelovačů, operujícím skrytě na smyšleném ostrově Isla Trueno v Latinské Americe.

## Hratelnost
Ve hře se hráč ujme seržanta Tylera Wellse, s kódovým jménem Razor 64, skrytě působícím v latinskoamerické džungli. Hráč skrz postavu odstřelovače plní různé úkoly. I když hra není dokonalý simulátor odstřelovače, tak důležité aspekty ovlivňující dráhu střely (jako např. vítr, gravitace, tep srdce) jsou ve hře zastoupeny. Naproti tomu může hráč aktivovat něco jako tzv. Bullet time, kdy se čas zpomalí a může lépe zamířit.

### Zbraně
Ve hře se vyskytují čtyři různé pušky: MSG-90 (PSG1), AS-50, SVD Dragunov, a SR-25. K nim jsou ještě několik útočných pušek, jako například AK-74, MD-97, USAS, M4. Tyto zbraně doplňují házecí nože, granáty, Claymore.